# Kommunistische Jugend Griechenlands
Die Kommunistische Jugend Griechenlands (Κομμουνιστική Νεολαία Ελλαδας, KNE) ist der Jugendverband der Kommunistischen Partei Griechenlands (kurz: KKE). Sie publiziert die Monatszeitschrift Odigitis (Griechisch: Οδηγητής, „Anleitung“), veranstaltet das Odigitis-Festival in den meisten größeren Städten Griechenlands, ist Mitglied im Weltbund der Demokratischen Jugend und nimmt an den Treffen Europäischer Kommunistischer Jugendorganisationen teil.

## Organisation
Die KNE ist nach dem Prinzip des Demokratischen Zentralismus organisiert.

## Geschichte
Gegründet wurde die KNE am 22. August 1968 per Entscheid des Politbüros der KKE in der Zeit der Militärjunta in Griechenland (1967 bis 1974) als Organisation für die kommunistische Jugend.
Zwischen 1989 und 1991 stürzte die KNE in eine ideologische Krise, was diverse Spaltungen und einen Mitgliederschwund zur Folge hatte. Diesem Umstand konnte aber entgegengewirkt werden, und im Jahre 1993 fand der 6. Kongress der KNE statt. Sie konnte in den letzten Jahren eine immer größer werdende Akzeptanz unter der Jugend erfahren und viele neue Mitglieder aufnehmen. 2009 gründete sich die MAS (Bund des Studentenkampfes – Μέτωπο Αγώνα Σπουδαστών, ΜΑΣ), in der sich kommunistische Studierende organisieren.

### KNE-Kongresse
- 1. Kongress (19.–22. Februar 1976)
- 2. Kongress (4.–7. April 1979)
- 3. Kongress (14.–18. Dezember 1983)
- 4. Kongress (1.–5. Juni 1988)
- 5. Kongress (25.–27. Januar 1990)
- 6. Kongress (19.–21. März 1993) „Die Hoffnung ist unser Kampf, mit der KNE bereit wir den Weg zur Zukunft“
- 7. Kongress (1.–4. Mai 1997) „Schlag der Jugend gegen den Imperialismus, mit der KKE zum Sozialismus“
- 8. Kongress (21.–23. Dezember 2001) „Jugend im Kampf mit der Arbeiterklasse, in gemeinsamer Front, für den Sozialismus“
- 9. Kongress (12.–14. Mai 2006)[1]
- 10. Kongress (7.–9. Mai 2010) „Kommunismus ist für die Jugend der Welt, KNE ist unsere Organisation“
- 11. Kongress (18.–12. Dezember 2014)  „Pionierjugend der KNE – kämpferisch steuern für das sozialistische Morgen – ohne Krisen, Krieg und Ausbeutung“
- 12. Kongress (15.–17. Februar 2019)
- 13. Kongress (10.–12. Februar 2023) „Wir sind der Funke, der die Dunkelheit in Licht verwandeln wird – Starke KNE überall.“[2]

## Liste der Sekretäre
1. Dimitris Tsiaras (1968–1972)
2. Dimitris Gontikas (1972–1979)
3. Spyros Chalvatzis (1979–1984)
4. Giorgos Grapsas (1984–1989)
5. Takis Theodorikakos (1989–1991)
6. Nikos Sofianos (1991–2000)
7. Themis Gionis (2000–2007)
8. Giannis Protoulis (2007–2011)
9. Thodoris Chionis (2011–2015)
10. Nikos Abatielos (Seit 2015)